# Anavra
Anavra (Grieks: Ανάβρα) is een dorp in het departement Magnesia, Thessalië. Sinds de hervorming van de lokale overheid in 2011 maakt het deel uit van de gemeente Almyros.  In 2011 woonden er 584 mensen in Anavra. Het dorp Anavra ligt aan de westkant van de berg Othrys, 780 meter boven de zeespiegel, 72 kilometer van Volos en in de buurt van de grens met Phthiotis. De Enipeas, een zijrivier van de Pinios, begint bij Anavra en loopt twee kilometer door het dorp.
Volgens de mythologie is Anavra verbonden met veehouderij. 

## Economie
In de jaren zeventig waren muilezels het enige beschikbare transportmiddel in Anavra, terwijl de dichtstbijzijnde school, in Lamia, 6 uur verderop was. In de jaren negentig heeft het dorp zich onder leiding door burgemeester Dimitris Tsoukalas ontwikkeld, gefinacierd door de de  EU. 
In 2010 had Anavra het hoogste BBP per hoofd van de bevolking van alle nederzettingen in Griekenland en de rest van de EU, met inkomens variërend van 30.000 tot 100.000 euro.
Het dorp werd erkend als een model van duurzame ontwikkeling en het produceerde zijn eigen elektriciteit met behulp van 20 windgeneratoren. De overtollige elektrische stroom werd verkocht. Er waren  meer plannen, zoals voor een waterkrachtcentrale en een biomassa-installatie die warmte en warm water zou leveren op basis van dierlijke mest en houtsnippers. Alle gebouwen in de stad zouden op dit warmte-/warmwaternet zouden worden aangesloten. De projecten werden stopgezet en uiteindelijk geannuleerd nadat het dorp onderdeel werd van de gemeente Almyros, als gevolg van het Kallikratisprogramma. 